# Albert Gohlke
Albert Gohlke (* 12. Februar 1949 in Düsseldorf; † 18. Januar 1980) war ein deutscher Komponist, Cellist und Musikpädagoge.

## Leben
Albert Gohlke studierte am Düsseldorfer Robert Schumann-Institut Violoncello bei Wolfgang Mehlhorn und Komposition bei Günther Becker und schloss das Studium im Jahr 1976 ab. Er unterrichtete Violoncello an der Städtischen Musikschule Düsseldorf und war als Cellist hauptsächlich kammermusikalisch in mehreren Ensembles aktiv. 1974 heiratete er Waltraud Gregor, ebenfalls Lehrerin an der Städtischen Musikschule Düsseldorf.
Er starb im Alter von 30 Jahren in Esens, Ostfriesland.

## Werk
Das kompositorische Werk von Albert Gohlke umfasst Solostücke für Schlagzeug, Blockflöte und Violoncello, kammermusikalische und symphonische Kompositionen. Mehrere seiner Werke sind innerhalb der Konzertreihe „3 mal neu“ in der Neanderkirche in Düsseldorf uraufgeführt worden. Sein kompositorischer Nachlass ist beim Heinrich-Heine-Institut in Düsseldorf hinterlegt und enthält etwa 20 Tonbänder, die inzwischen digitalisiert sind, sowie die Originale und eine Werksübersicht.